# 섹스와 젠더의 구분
섹스와 젠더의 구분(sex–gender distinction)은 성별의 구성요소 가운데 개인의 섹스, 곧 생물학적 성(개인의 생식기의 해부학적 구조, 2차 성징)을 개인의 사회적 성(본인이 정의하는 성별)과 구분하는 것이다. 어떤 상황에서는 개인의 지정성별과 사회적 성이 일치하지 않으며, 이 경우 이 개인은 트랜스젠더일 수 있다. 또한 어떤 상황에서는 개인의 생물학적 성징이 성 지정을 어렵게 할 수 있고, 이 경우 이 사람은 간성일 수 있다.
독일어, 핀란드어와 한국어 등 상당수 언어에는 생물학적 성과 사회적 성에 대한 별도의 단어가 없어 맥락을 통해 구분해야 한다. 영어에서도 섹스와 젠더가 구분되는 단어가 아니었으나, 현대에 의미의 분화가 이루어졌다. 섹스와 젠더를 뜻하는 말이 구분되는 언어의 일상 회화에서는 생물학적 성(섹스)과 사회적 성(젠더)이라는 용어가 자주 혼용된다. 일부 사전과 교과에서는 이 용어들을 구분해서 정의하지만 그렇지 않은 것들도 있다.
성과학자 존 머니는 1955년에 생물학적 성별(biological sex)과 역할로서의 젠더의 의미론적인 구분을 1955년에 도입했다. 이 이전에, gender라는 단어는 문법적 성을 가리키는 말로 사용됐다.
영어권의 과학자들은 생물학적 성차(sex difference)라는 용어를 사회적인 성차(gender difference)와 구분하여 성적 선택에 의한 진화의 결과로 추정되는 성적 이형을 설명하는 데에 사용된다.

## 섹스 (생물학적 성별)
이형접합(Anisogamy)이란 생식세포의 크기 차이를 말하며, 이것이 생물학적인 성별(Sex)의 차이를 규정한다. 수컷은 작고 이동성이 있는 정세포를 형성하고 동물의 정세포는 정자(spermatozoon) 따위의 라고 하는데, 암컷은 이동성이 적고 큰 난자를 형성한다.
과학계의 총의는 모든 행동은 표현형이라는 것인데 이는 생물학과 환경 사이의 상호작용을 복잡하게 하고, 본성 대 양육이라는 분류는 오해를 초래한다. 생물학적 성차("sex differences")는 보통 성선택에 의해 진화되었을것으로 가정되는 성적 이형성을 말한다. 예를 들어 인간 남녀의 키 차이는 성선택의 결과이므로 생물학적 성차이지만, 남녀 사이의 머리 길이는 그렇지 않으므로 젠더 차이("gender difference")이다. 과학적인 연구는 개인의 섹스가 그 사람의 행동에 영향을 미침을 보였다.
옥스포드 영어사전에서 sex와 gender가 의미가 구분된다는 주석이 달려있는데, sex는 생물학적인 차이를 의미하는 경향이 있다("tends now to refer to biological differences")고 기술되어있다. 세계 보건 기구 (WHO) 또한 비슷하게 "'sex'는 남자와 여자를 구분짓는 생물학적 또는 생리학적 특질"이고 "남성('male') 과 여성('female')은 섹스의 분류이다".라고 규정한다.,
아메리칸 헤리티지 사전 (5판)은 반면 sex를 "대부분 생명체에 대해 생식기관과 기능에 의해 암수로 구분되는 암수 각각의 분류"라고도 정의하면서 "여성이나 남성이라라는 개인의 정체성"이라는 다른 뜻고 담고 있다.
양성의 성질이 섞인 개체나 사람은 간성이라고 한다. 지정성별과 심리적인 성이 다른 사람은 트랜스젠더, 성전환자, 젠더퀴어라고 한다. 대부분의 논바이너리들도 지정성별과 심리적인 성이 다르다.

### 역사
역사학자 토머스 W. 라쿼(Thomas W. Laqueu)는 르네상스부터 18세기까지 서양 의학계의 생물학적 성별에 대한 모형은 하나의 생물학적 성별만이 있다는 단성 모형이었다고 제안했다. 어떤 담론에서 이런 견해는 18세기에서 19세기까지 지속되었다. 라쿼는 단성 모형의 절정기에 높은 교육을 받은 유럽인들은 단성 모형을 지지했지만, 의사들이 치료하는 일반 대중에게 인기를 끌었는지는 알 수 없다고 말했다. 섹스와 젠더는 미국에서 남성은 전쟁에 나가고 여성이 일해야했던 전쟁기에 무대의 중앙에 올랐다.

## 젠더 (사회적 성)
옥스포드 영어사전에서 젠더는 "성별의 생물학적 차이에 반대하고 사회적 문화적인 점을 강조하는 성별을 뜻하는 완곡어"로 정의하며, 1963년에 첫 용례가 있다고 설명한다. 아메리칸 헤리티지 사전 (5판)은 sex와 같은 방법으로 gender를 정의하면서, gender는 완전히 여자도 남자도 아니라고 느끼는 정체성으로 쓰일 수도 있다고 설명하며, 용례 설명에서 다음과 같은 내용을 달았다.
어떤 사람들은 sex는 성기능 상의 남녀의 구분으로 사용해야 하고gender는 오로지 사회적 역할만으로 사용되어야 한다고 봅니다.. ... 어떤 상황에서 이러한 용법은 모호함을 완전히 회피하는데,gender research와 sex research의 차이가 그러합니다. 그러나 이 구분은 문제가 될 수 있는데, 언어학적으로 . gender bias와 sex bias는 큰 차이가 없으며 'sex'를 쓰는 것은 틀렸다고 하는 것은 이의적으로 보일 수 있다고 설명합니다.
세계보건기구는 젠더에 대해 사회에서 남자나 여자에게 적합하다고 여기는, 사회에 의해 구성된 역할, 행동이나 활동. 태도로 정의하며, 남성적과  여성적을 젠더 범주에 넣는다." 미국 식품의약국 (FDA)은 암수 개체의 생리적 차이를 언급할때도 sex 대신 gender를 사용했다.I2011년에 이 견해를 뒤집어 sex 를 생물학적 분류로, gender를 "남자나 여자라는 사람의 자기 표현, 또는 개인의 젠더표현에 기반한 사회 제도에 대한 사람의 반응"으로 정의했다. 젠더를 비인간 동물의 생리학을 나타낼때도 사용하기도 한다.
GLAAD는 미디어 레퍼런스 가이드에서 섹스를 "남성과 여성이라는 사람의 출생당시의 분류로서 염색체와 호르몬, 내부 성기와 외부 성기에 기반한 것"으로, 젠더 정체성을 "사람이 남자나 여자라는 개인적이고 내적인 감정"으로 정의하여 섹스와 젠더를 구분한다.
어떤 여성주의 철학자들은 젠더가 섹스에 의해 전적으로 미결정된다는 견해를 고수한다. 예를 들어 영향력있는 여성주의 서적 성의 변증법에서가 있다.
포경수술 의료사고 후 여자로 길러진 데이비드 라이머의 사례는 존 머니에 의해 보고되었는데 사실 여성으로서의 삶에 편안해하지 않았고 원래 남자로 태어났다는 것을 알자마자 남자로 살기로 결심해 남성으로서의 정체성을 확고히 했다고 밀턴 다이아몬드에 의해 보고되었다. 그의 이야기는 As Nature Made Him: The Boy Who Was Raised as a Girl에서 기술되었다. 그리고 결국 자살하였다.

### 역사
사회적 행동적 구분으로서의 젠더는 고고학적 증거에 따르면 적어도 3만년전에 시작되었다. 2만 6천년전의 증거도 발견되었는데, 체코 공화국에 있는 돌니베스토니체 유적이 그러하다 이것은 후기 구석기 시대의 유적이다
gender의 역사적 의미는 라틴어 genus에서 왔으며 종류라는 의미였다. 20세기에 들어서 낡은 뜻이 되었고 문법적 성을 뜻하는 말로만 공식적으로 쓰이다가. 1970년대 대학교재 Man & Woman, Boy & Girl을 위시한 존 머니의 저작에 의해 보급되어, 여성주의 이론가들에 의해 수용되었다.. 젠더는 이제 사회과학에서 일상적인 용어가 되어, sex를 포함하거나 대체하였다. 1960년대까지 Gender는 언어에서 여성적인 단어나 남성적인 단어를 가리키는 말로만 사용되었다.

## 언어학에서의 구분
사회과학에서 생물학적으로 정의된 섹스와 사회적으로 구성된 젠더를 구분하면서, 언어학자들도 젠더를 문법적 성이 아니라 사회적 성을 가리키는 말로도 가끔 사용한다.

## 웨스트와 지머맨의젠더 하기(doing gender)
사회학과 젠더 연구에서, "젠더 하기(doing gender)"는 생물학적인 성별에 본질적으로 기반한 것이 아닌, 일상생활의 상호작용에서 취하는 사회적으로 구성된 행동이다. 칸다스 웨스트(Candace West)와 돈 지머맨의 젠더 행하기("Doing Gender")에 처음 기술되었는데 동료 평가 저널인 젠더와 사회(Gender and Society)에 처음 출간되었다. 1977년에 처음 쓰여졌지만 1987년까지 출판되지 않았다., 이 글은 해당 저널에서 가장 많이 인용된 글로 남아있다.
웨스트와 지머맨은 젠더를 활동으로 이해하기 위해서 섹스(생물학적 성별), 성별 범주(sex category), 젠더를 구분하는 것이 중요하다고 말한다.:127 그들은 섹스란 사회적으로 합의된 사양을 뜻한다고 말한다. 남성이나 여성으로 설정하는 것이다. 섹스란 대게 개인의 외부 성기나, 출생 이전에 확인된 염색체 핵형을 보고 정해진다. 그들은 성별 범주를 이분법적으로 보고, 사람은 드러나는 특질에 따라 전적으로 어느 한 범주에 놓여진다고 본다.  대부분의 상호작용동안, 다른 사람은 그 사람의 성별 범주를 보고 섹스를 파악한다. 하지만, 그들은 섹스가 성별 범주에 일치할 필요는 없다고 믿는다. 웨스트와 지머맨은 성별 범주가 "어떤 사람이 어떤 한 범주의 구성원임을 선언하는 사회적으로 요구된 식별 표지에 의해 정해지고 유지된다"고 주장한다.:127 젠더란 성범 범주에 대해 사회적으로 허용되는것으로 여겨지는 행동과 태도의 수행을 말한다.:127
웨스트와 지머맨은 젠더 (행)하기라는 상호작용과정과 사회적으로 합의된 젠더 기대가 결합되어, 그들의 젠더 수행헤 책임을 지운다고 제안했다. 그들은 젠더하기는 젠더 이원론의 사회 구조를 적절하게 강화하지만, 같은 사회구조에 의문을 제기하지 않는다고 지적했다. 오로지 행위자만이 의문을 품을 뿐이다. "젠더하기"의 개념은 젠더를 인간 상호작용의 구조와 그들에 의해 형성된 것으로 인정한다.

## 섹스 차이와 젠더 차이의 구분
성차를 언급할 때 섹스의 차이와 젠더의 차이를 구분하는 현재의 견해는 비판받기도 한다.  섹스 차이와 젠더 차이를 비교하는 것은 오해를 초래하고 비생산적인것으로 비판받아왔다. 이런 용어는 '개인'의 행동이 생물학적 요인과 문화적 요인으로 구분될 수 있다고 제안한다. (하지만, 개인의 행동 차이는 통계적으로 분할될 수 있음, 행동유전학에서 연구된다.) 대신 모든 행동은 표현형으로 본성과 양육이 복잡하게 얽혀있다.
다이앤 할펀은 그녀의 책 인지 능력의 성차 (Sex Differences in Cognitive Abilities)에서  섹스 대 젠더 용어 문제에 대해 논의했다.:
나는 (이 책에서) 본성과 양육이 분리될 수 없다고 주장할 수 없으며, 각각의 변수 종류별로 다른 용어를 사용할 것 입니다. 성별의 생물학적 표지는 심리사회적 변수와 혼동됩니다. 인간 존재에 대한 두가지 유형의 기여를 나타내기 위해 서로 다른 용어를 쓰는 것은 내가 취하고 있는 생물심리사화적 입장에 비추어 부적절해 보였습니다.
 그녀는 스티븐 핑커가 섹스와 젠더 용어에 대한 문제를 요약한 것을 인용했다.: "이 문제의 일부는 새로운 까다로운 것입니다. 오늘날 많은 사람들은 빅토리아시대 사람들이 섹스에 대해 했던 것처럼 성적 이형성을 말하는 것에 구역질을 내는데, 이 문제의 일부는 영어의 한계입니다. 영어의 섹스는 성교와 성적 이형성을 모호하게 의미하기 때문입니다." 리처드 리파(Richard Lippa) 교수는 젠더, 본성과 양육(Gender, Nature and Nurture)에서 다음과 같이 썼다.:
어떤 연구자들은 '섹스'라는 단어를 (생물학적 차이)를 가리킬 때 써야 하고 '젠더'를 (문화적 차이)를 가리킬 때 써야 한다고 주장했습니다. 그러나 남성과 여성의 차이가 생물학적 요인에서 기인하는 정도와 문화적 요인에서 기인하는 정도를 구분하는 것은 명확하지 않습니다 더군다나 젠더라는 용어를 무차별적으로 사용하면 (a) 남성과 여성 사이의 차이, (b) 같은 섹스 내에서 남성적이거나 여성적인 정도의 개인차 라는 두가지 개념의 경계를 모호하게 하는 경향이 있습니다.
더 유용한 구분은 남녀의 섹스 차이가 진화된 적응인지 여부라고 제안되었고, 그러면 그 적응이 성별에 따라 다른지, 아니면 성별에 따라 같은지라고 할 수 있다. 섹스 차이라는 용어는 섹스(성)간 차이, 즉 (많은 과학자들이 사용하는 의미대로) 성적 이형적인 적응의 표지라고 재정의될 수 있고, 젠더 차이라는 용어는 동형적인 적응이나 부산물에서 나타나는 차등적인 사회화라고 재정의 될 수 있다. 남성이 좀더 물리적인 공격성과 위험 감수 성향을 갖는 것은 "섹스 차이"로, 여성이 일반적으로 더 긴 머리카락 길이를 갖는 것은 "젠더 차이"로 명명될 수 있다.

## 트랜스젠더와 젠더퀴어
트랜스젠더 사람들은 성정체성과 젠더표현과 지정성별 사이에 어긋남을 느낀다. 그 중에서 다른 성으로 성전환하기 위해 의료적 지원을 요구하는 사람은 종종 성전환자 라고도 불린다.
트랜스젠더는 또한 포괄적 용어이기도 하다. 성정체성이 지정성별과 반대인 사람 (트랜스여성과 트랜스남성) 만을 가리키는 것에 더해, 전적으로 남성적이거나 여성적이지 않는 사람을 포함할 수 있다. (예를 들어 젠더퀴어, 논바이너리, 바이젠더, 팬젠더, 젠더플루이드, 에이젠더). 다른 정의는 트랜스젠더에 제3의 성에 속하는 사람을 포함시키거나 트랜스젠더를 제3의 성으로 개념화 한다. 자주는 아니지만, 트랜스젠더는 크로스드레서를 포함하기도 한다.

## 여성주의

### 일반적
많은 여성주의자들은 섹스 생물학만의 문제로 여기고,사회 또는 문화적 구성이 아닌 것으로 간주한다 예를 들어 여성주의 생물학자 린다 버크(Lynda Birke)는 "'생물학'은 바뀔 수 있는 것으로 보이지 않는다"고 말했다.  그러나 섹스와 젠더의 표준 모형으로도 알려진 섹스/젠더 구분은, 자연적이고 바뀌지 않고 남성/여성 이분법을 구성하는 섹스의 생물학적인 측면이 과도하게 강조되고 있다고 믿는 여성주의자로부터 비판받는다. 그들은 이런 구별이 남녀 이분법에 벗어난 어떤 것도 인정하지 못하며, 이것이 '일반'에 맞는 사람과 '비일반'적인 사람 사이에 장벽을 만든다고 믿는다. 앤 파우스토 스털링(Anne Fausto-Sterling)의 아기의 성별화( Sexing the Body)는 간성 아동의 출생에 대해 다룬다. 이 경우, 섹스로서 남성과 여성만을 인정하는 표준 모형(섹스/젠더 구분)은 부정확하다. "완전한 남성성과 완전한 여성성은 가능한 신체 유형 스펙트럼의 극단을 나타내기 때문"이다. 다르게 말하면, 파우스토-스털링은 남성과 여성 사이에 다양한 섹스가 존재한다고 주장한다.
섹스를 생물학적으로 구성된 것으로 받아들이는 대신, 섹스와 젠더 모두 사회적으로 구성되었다고 받아들이는 여성주의자도 있다. 북아메리카 간성 협회는 "자연은 '남성' 범주가 어디서 끝나고 '간성'이나는 범주가 시작되는지나, 어디서 '간성' 범주가 끝나고 '여성' 범주가 시작되는지 정하지 않는다"고 한다. 인간이 정한다. 사람 (오늘날에는 특히 의사)가 음경이 얼마나 작은지, 신체 부분의 조합이 얼마나 일반적이지 않은지를 간성이라고 보기 전에 정한다."고 지적한다. 파우스토-스털린은 자연은 누가 생리적으로 남성이나 여성으로 보이는지 결정하지 않았기 때문에 섹스 또한 사회적으로 구성되다고 믿는다. 대신, 의사가 사회 구성원에게 "자연스러운" 섹스를 정한다. 여기에 더해, 젠더, 행동, 행위, 그리고 남성과 여성의 외관역시 사회적으로 구성된 것으로 보여지는데 여성성과 남성성에 대한 규범은 사회에서 사회적 사용을 위해 선택되고 간주되는 것이기 때문이라고 말한다.

### 한계
일부 여성주의자들은 더 나아가 섹스도 젠더도 엄격하게 이분적인 개념은 아니라고 지적한다. 주디스 로버(Judith Lorber_는 많은 섹스에 대한 관습적인 지표들은 남성과 여성을 구분하는데 충분하지 않다고 말했다. 예를 들어 모든 여자가 젖을 분비하지 않고, 어떤 남자는 젖을 분비한다. 비슷하게 수잔 케슬러(Suzanne Kessler)는 간성인 소아에 대한 의료 전문가에 대한 1990년 서베이에서 XY 염색체를 가지고 있지만 모호한 외성기를 가진 아동의 섹스가, 음경의 크기를 보고 종종 결정된다는 사실을 지적했다. 따라서 로버와 케슬러는 섹스/젠더 구분이 유지되더라도 여성/남성이나 남성성/여성성의 이분법은 철저하지 못하다고 지적한다. 로버는. "내 관점은 젠더는 문화적으로 씌워진 것으로 생리적인 성차를 변형하는 것이라는, 여성주의자들에게서 받아진 견해를 뛰어넘는다. 나는 몸 또한 많은 생리적 방향에서 다르지만,  '여성'과 '남성', '남자'와 '여자'라는 사회에 가장 널리 퍼진 현저한 범주에 맞추라는 사회적 관습에 의해 완전히 변형된다 "고 썼다
게다가 로버는 섹스나 젠더에 대한 개변적인 범주, 즉 여성/남성 및 여성성/남성성 과 그 사이에 많은 다양성이 존재한다고 주장했다. 따라서 그녀의 궁극적인 주장은 섹스와 젠더 모두 자연적인 것이라기 보다는 사회적인 구성이라는 것이다.
비슷한 견해는 모니크 위티그에 대한 글을 쓴 린다 제릴리(Linda Zerilli)에 의해 진전되었는데, 그녀는 " 여성주의 이론에서의 섹스/젠더 이원론을 비판하는데, 이러한 이원론이 '검사에 저항하는 자연의 본질, 사회 분석으로부터 배제된 관계, 문화와 자연에서 피할 수 없는 관계, 즉 이성애 관계'를 의문 없이 남겨두기 때문'"이라고 지적한다. 주디스 버틀러 역시 섹스/젠더 구분을 비판한다. "섹스를 생물학적 사실로 논하면 자연스럽고 정치적으로 중립적인 것으로 보이지만, 그녀는 "섹스에 대해 외관상 자연스러운 사실은 다른 정치사회적 이익을 위해 두서없이 생겨난다"고 지적한다. 버틀러는 "섹스의 불변성에 논쟁이 붙는다면, 아마도 '섹스'라고 불리는 구성 또한 젠더처럼 문화적으로 구성되었고, 사실은 아마도 섹스는 항상 이미 젠더였을 것이라 결국 섹스와 젠더의 구분은 전혀 구분이 없는 것으로 드러나게 될 것"이라고 말한다.

## 같이 보기
- 성별
- 성평등
- 성분극
- 심리학에서의 성차
- 고정관념